# Cem Bölükbaşı
Cem Bölükbaşı (Istambul, 9 de fevereiro de 1998) é um piloto turco e ex-piloto de simulador que competiu pela última vez no Campeonato de Fórmula 2 da FIA pela Charouz Racing System.
Bölükbaşı começou a correr de motocross aos 5 anos de idade e venceu o campeonato turco um ano depois. Iniciando sua carreira profissional em e-sports em 2017, ingressou na G2 Esports FA Racing e competiu em várias séries de eSports da Fórmula 1 . Ele também venceu o campeonato inaugural da Fórmula Renault Esport Series em 2020.
Voltando aos carros reais em maio de 2019, Bölükbaşı começou a correr na GT4 European Series e fez sua estreia em monopostos em outubro do mesmo ano na Eurocopa de Fórmula Renault. Ao longo dos primeiros meses de 2021, ele competiu no Campeonato Asiático de F3 e terminou como vice-campeão na classificação de estreantes. Ele competiu em tempo parcial no Campeonato de Eurofórmula Open de 2021 e venceu duas vezes. Depois de testar carros de Fórmula 2 no final de 2021, ele foi escolhido para pilotar no Campeonato de Fórmula 2 de 2022 com o Charouz Racing System, de onde saiu antes do término da temporada.

## Vida pessoal
Cem descobriu sua paixão pela velocidade quando tinha apenas 6 anos, quando seu pai o levou para a pista de motocross. Ele começou a competir no motocross aos 5 anos e venceu o Campeonato Turco aos 6.
Em 2022, Bölükbaşı disse que seu piloto de Fórmula 1 favorito é Fernando Alonso, afirmando que se interessava pelo piloto espanhol "como pessoa e pelos seus movimentos na pista".

## Carreira

### e-sports
No final de 2017, foi selecionado para ingressar na G2 Esports FA Racing, na qual disputaria diversas competições de simulador ao longo de 2018. Bölükbaşı correu pela McLaren na Fórmula 1 eSports Series 2017, onde terminou em quinto na classificação com 35 pontos e conquistou uma vitória. Na Fórmula 1 eSports Series 2018, se transferiu para a Toro Rosso e participou de 4 das 10 corridas, terminando em 12º com 32 pontos. Na Fórmula 1 eSports Series 2019, ele participou de 9 das 12 corridas, terminando em 21º com 4 pontos. Durante os lockdowns de 2020, Bölükbaşı competiu em várias corridas virtuais, incluindo a vitória no campeonato inaugural da Fórmula Renault Esport Series.

### GT4
Em maio de 2019, a Borusan Otomotiv Motorsport anunciou que Bölükbaşı correria na GT4 European Series 2019. Em seu primeiro ano, ele conseguiu um segundo lugar na rodada de Misano e terminou o campeonato na décima-sétima posição. Em 2020, ele participou da categoria em tempo integral, conseguindo três poles positions, vencendo três corridas e terminou a temporada em 2º lugar.

### Categorias de base
Bölükbaşı fez sua estreia na Fórmula na Eurocopa de Fórmula Renault de 2019 com a M2 Competition. Ele correu apenas na rodada de Hockenheim, terminando em 16º na corrida 1 e abandonando na segunda corrida.
Em janeiro de 2021, a BlackArts Racing anunciou que Bölükbaşı pilotaria pela equipe no Campeonato Asiático de F3 de 2021. Ele marcou pontos em 13 das 15 corridas e com o melhor resultado da corrida em quinto, terminou em nono na classificação geral.
Ele também correu na temporada de 2022, desta vez com o Evans GP. Bölükbaşı abandonou todas as três corridas na primeira rodada, e o acidente sofrido na corrida 3 causou grandes danos à traseira de seu carro. O dano não pôde ser reparado até a segunda rodada na semana seguinte, fazendo com que ele perdesse as três corridas. No início de fevereiro, pouco antes da terceira rodada, Bölükbaşı anunciou que não correria mais nesta categoria, pois suas chances de obter pontos da Superlicença da FIA eram mínimas.

#### Eurofórmula

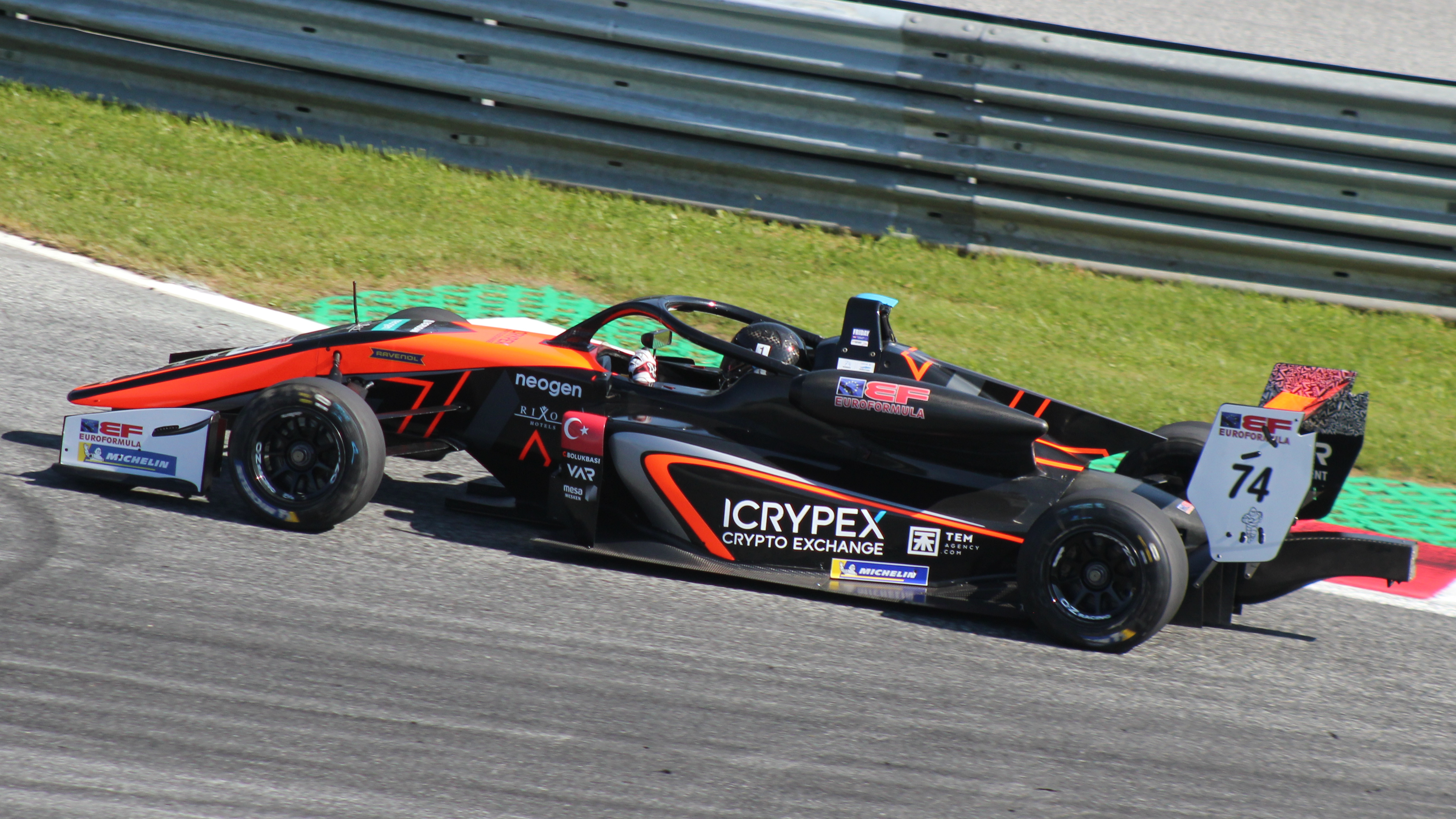
Bölükbaşı dirigindo o carro Euroformula Open em 2021

Em 3 de julho de 2021, foi anunciado que Bölükbaşı se juntaria ao Euroformula Open Championship 2021 com a Van Amersfoort Racing. Ele fez sua estreia na série durante a quarta rodada em Hungaroring. Ele venceu a primeira corrida da rodada, tornando-se o primeiro piloto de e-sports a vencer uma corrida em categorias de fórmula. Bölükbaşı também terminou em terceiro na segunda corrida. A terceira corrida foi disputada em pista molhada e ele terminou na sétima colocação.
Na rodada de número 5, em Ímola, ele se classificou em terceiro. Na corrida 1, ele estava em segundo lugar antes de cometer um erro a três voltas do fim e terminar em terceiro. Na corrida 2, ele largou em quarto, com as posições entre os 6 primeiros se invertendo. Ele ficou em terceiro após a largada, mas depois foi ultrapassado por Jak Crawford, e terminou a corrida em 4º lugar. Bölükbaşı começou a corrida 3 em 7º, mas colidiu com o companheiro de equipe Rafael Villagómez, fazendo com que ambos abandonassem.
A 6ª rodada foi no Red Bull Ring, onde Bölükbaşı largou a corrida 1 na quarta posição. Ele caiu para quinto na largada, e permaneceu ali até o final da corrida. No entanto, ele foi promovido de volta ao 4º lugar após uma penalidade para Reshad de Gerus. Ele começou a corrida 2 em terceiro e terminou em segundo atrás de Nazim Azman. Ele terminou a corrida final da rodada em 6º lugar. Na sétima rodada, em Monza, largou a corrida 1 em décimo, e terminou na terceira colocação, além de conseguir a volta mais rápida. A corrida 2 foi disputada em condições de chuva e Bölükbaşı terminou em segundo lugar. Na corrida 3, ele cruzou a linha primeiro, mas recebeu uma penalidade de três segundos por cortar uma curva, o que o rebaixou para segundo.
Na 8ª rodada do Circuito de Barcelona-Catalunha, Bölükbaşı se classificou na pole e liderou a corrida até a chegada, vencendo sua segunda corrida na categoria. Na corrida 2, ele largou em sexto e subiu para quarto após a largada, terminando a corrida nessa posição. Ele largou a corrida 3 em quinto e também terminou em quarto lugar. Bölükbaşı terminou a temporada em quinto na classificação geral, apesar de ter perdido as três primeiras rodadas.

### Fórmula 2
Em 14 de outubro de 2021, Bölükbaşı testou carros de Fórmula 2 pela primeira vez no Circuito de Brno, pilotando um Dallara GP2/11 que foi usado na GP2 Series de 2011 a 2016 e no Campeonato de Fórmula 2 da FIA em 2017. Ele dirigiu um carro de Fórmula 2 pela primeira vez em uma sessão oficial durante o teste pós-temporada de 2021 com a Van Amersfoort Racing em 18 de dezembro de 2021, terminando em 22º e último. Em 12 de janeiro de 2022, foi oficialmente anunciado que ele iria competir no Campeonato de Fórmula 2 de 2022 como piloto da equipe Charouz Racing System.

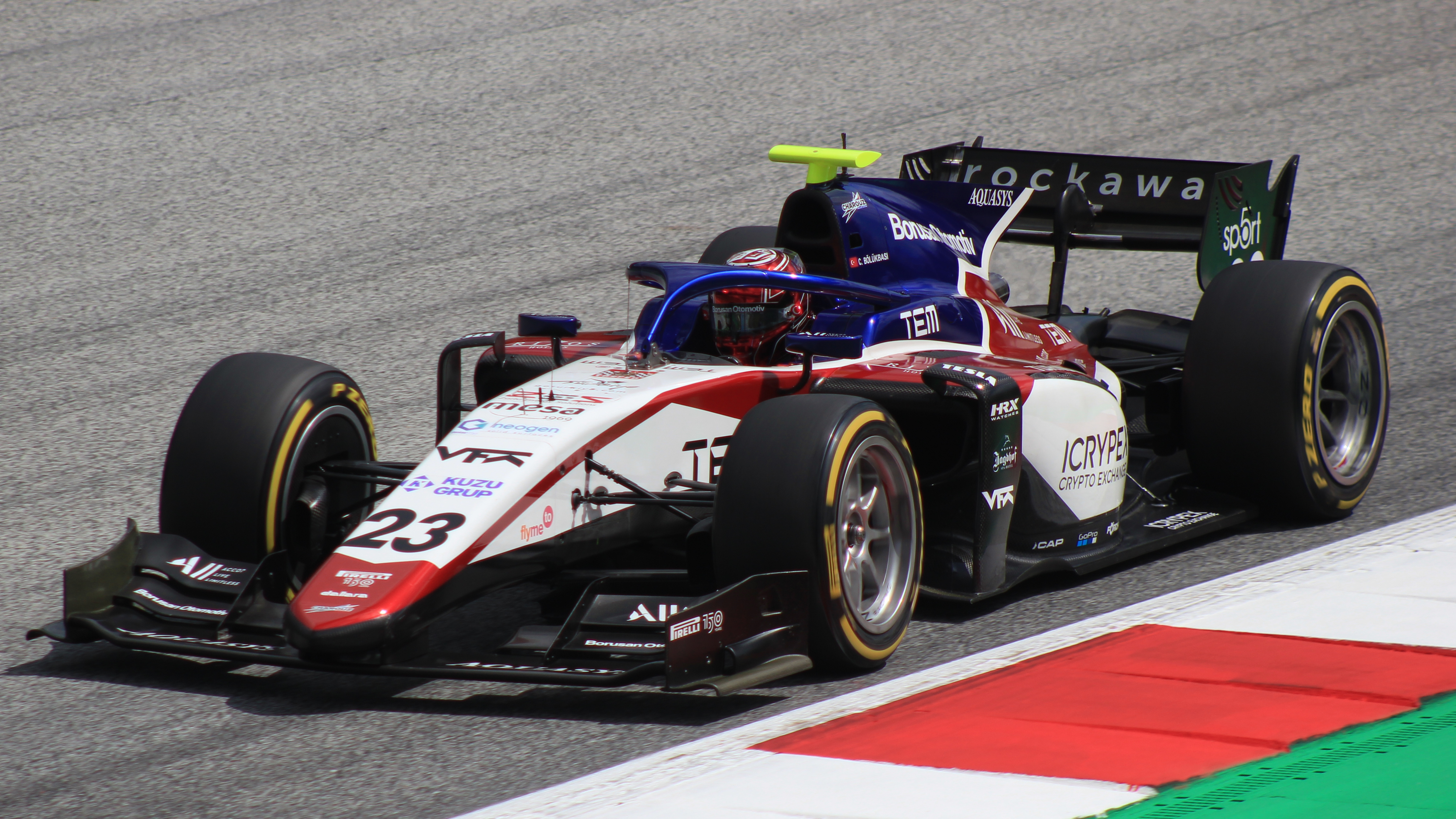
Bölükbasi pilotando o Dallara F2 2018 durante a rodada de Fórmula 2 de Spielberg de 2022.

Para a primeira rodada no Barém, a que seria a sua primeira na categoria, Bölükbaşı se classificou em vigésimo. Durante a corrida curta, ele ganhou duas posições na largada. Mais tarde, ele ultrapassou mais dois carros e terminou em 14º, também à frente de Marcus Armstrong e Théo Pourchaire, que abandonaram a corrida. Na corrida principal, Bölükbaşı ganhou uma posição na largada e ficou na 19ª colocação. Ele parou no início da volta 9 e estabeleceu a volta mais rápida várias vezes. Ele chegou a 12º graças ao undercut, mas foi ultrapassado por pilotos com pneus mais novos. Após uma queda no final da corrida, Bölükbaşı fez um pitstop sob o safety car e dois outros pilotos com problemas no pitlane o ajudaram a voltar para o 12º lugar. No reinício, porém, Bölükbaşı girou e terminou a corrida na 15ª posição. Durante a sessão de treinos da 2ª rodada em Jeddah, Bölükbaşı colidiu com a barreira. Ele foi hospitalizado para exames de rotina, o que resultou na perda da qualificação. Posteriormente, foi determinado que ele havia sofrido uma concussão e foi declarado inapto para a corrida. Charouz retirou-o do evento. Durante o primeiro dia do teste de Fórmula 2 da temporada no Circuito de Barcelona, Bölükbaşı colidiu com uma parede de concreto. Ele perdeu o resto dos testes e voou de volta para a Turquia, onde foi revelado que ele tinha uma costela quebrada. Ele foi substituído por David Beckmann para a próxima rodada em Ímola.
Bölükbaşı voltou a correr na rodada de Barcelona. Ele se classificou em 21º lugar. Na Sprint Race, Bölükbaşı ganhou cinco posições na primeira volta e subiu para 16º, mas caiu para 18º no decorrer da corrida. Na Feature Race, Bölükbaşı voltou a fazer uma boa primeira volta e ganhou sete posições. Após contato entre Jehan Daruvala e Ayumu Iwasa, ele subiu para 12º. Ele entrou nos boxes após o safety car para trocar os pneus, mas fez um pit stop lento, terminando a corrida em 20º lugar. Na rodada de Mônaco, Bölükbaşı se classificou em 21º originalmente, mas começou a corrida de velocidade em 18º. Ele ganhou 6 posições na primeira volta. Ele teve um pequeno contato com Richard Verschoor no final da corrida, mas conseguiu terminar em 12º. Ele deveria largar em 20º na corrida especial, mas Roy Nissany e Liam Lawson parando no grid na volta de apresentação o promoveram para 18º. Ele ganhou mais duas posições na volta 1. Mais tarde, ele foi ultrapassado por Verschoor, que o deixou cair para 17º. Depois que alguns pilotos pararam, Bölükbaşı ficou em décimo. Ele parou sob o safety car de Amaury Cordeel e saiu em 15º. Após vários abandonos após o safety car, Bölükbaşı terminou a corrida em 11º.
Durante a rodada de Bacu, Bölükbaşı se classificou na 21ª colocação. Na corrida de velocidade, ele alcançou a 19ª colocação na volta 10. Após batidas e safety cars, ele rodava em 12º no reinício da corrida a uma volta do fim. Ralph Boschung e Calan Williams fizeram contato na parte de trás, e Bölükbaşı não conseguiu evitar o carro de Williams, levando-o a desistir, mas ainda assim foi classificado em 18º ao completar mais de 90% da corrida. Na corrida seguinte, Bölükbaşı alcançou a 15ª colocação após a 1ª volta. Na volta 12, enquanto corria na 16ª colocação, foi atingido por Roy Nissany, e colidiu com as barreiras, fazendo com que ambos os pilotos deixassem a corrida. Nissany foi penalizado por causar a colisão e recebeu uma penalidade de três posições no grid para o evento seguinte. Bölükbaşı recebeu uma multa de 5.000 euros depois que seu pai teve uma "troca verbal acalorada" e tentou uma agressão física em Nissany e seu treinador depois que ele chamou Bölükbaşı de "idiota" após a colisão pelo rádio da equipe. Na rodada de Silverstone, Bölükbaşı se classificou em vigésimo. A corrida 1 foi disputada em meio à chuva. Ele alcançou a 19ª colocação no final da primeira volta, onde também terminou a corrida. Na corrida especial, Bölükbaşı estava em 14º lugar durante o safety car, depois quis fazer um pitstop cedo, mas teve dificuldade em gerenciar os pneus e terminou em 18º.
Na rodada de Spielberg, Bölükbaşı se classificou em 13º. Na sprint, ele começou a ter problemas com os freios após a volta 2. Mais tarde, ele parou e saiu 5 voltas atrás dos líderes, onde terminou a corrida. Na corrida do domingo, ele fez contato com Liam Lawson, fazendo com que ele quebrasse sua asa dianteira e fosse para o box precocemente. Ele não voltou à pista e não terminou a corrida. Na rodada Le Castellet, ele se classificou em 22º e último. Bölükbaşı largou com o pneu macio e subiu para o 13º lugar na primeira volta, permanecendo nessa posição até a volta 18, quando cometeu um erro na última curva e perdeu duas posições, terminando a corrida em 15º. Na corrida 2, ele ganhou uma posição na largada, contudo, nos estágios finais, ele entrou nos boxes e se retirou da competição. Em Budapeste, Bölükbaşı se classificou em 16º, mas foi ultrapassado na largada da Sprint. Na volta 15, ele fez o pit stop para o pneu macio e cruzou a linha de chegada na 17ª colocação, mas uma penalidade sofrida por Richard Verschoor o promoveu de volta ao 16º lugar. Na corrida 2, ele alcançou a 13ª colocação na volta 1, e posteriormente ultrapassou Liam Lawson e Logan Sargeant, porém, acabou finalizando a corrida em 13º lugar.
O contrato de Bölükbaşı foi rescindido por mútuo acordo antes da rodada de Spa-Francorchamps, e ele foi substituído por Tatiana Calderón . Ele não conseguiu lugar em outra equipe, o que culminou em sua saída repentina da F2. Bölükbaşı afirmou que seu afastamento da Charouz e da categoria se deu por questões financeiras.

## Conquistas no kart

### Resumo da carreira de kart
| Estação | Series                                                 | Equipe               | Posição |
| ------- | ------------------------------------------------------ | -------------------- | ------- |
| 2007    | Campeonato de Karting da Turquia — Mini                |                      | 7º      |
| 2007    | Zona de Karting do Sudeste Europeu — Mini              |                      | dia 20  |
| 2008    | Campeonato de Karting da Turquia — Mini                |                      | 9º      |
| 2009    | Campeonato de Karting da Turquia — Mini                |                      | 3º      |
| 2009    | Zona de Karting do Sudeste Europeu — Mini              |                      | 11º     |
| 2011    | Kartmasters Grande Prêmio da Inglaterra — Rotax Júnior |                      | 13º     |
| 2012    | Rotax Max Challenge Bélgica - Júnior                   |                      | 36º     |
| 2012    | Desafio Euro Rotax Max - Júnior                        | Corrida de Paul Carr | dia 25  |
| 2012    | Rotax Max Wintercup - Júnior                           | Corrida de Paul Carr | 4º      |

## Corrida

### Resumo da carreira de esports
| Estação | Series                        | Equipe                  | corridas | vitórias | pólos | F/Voltas | pódios | Pontos | Posição |
| ------- | ----------------------------- | ----------------------- | -------- | -------- | ----- | -------- | ------ | ------ | ------- |
| 2017    | Série de eSports da Fórmula 1 | Não funciona McLaren    | 3        | 1        | 1     | ?        | 1      | 35     | 5 ª     |
| 2018    | Série de eSports da Fórmula 1 | Toro Rosso não funciona | 4        | 0        | 0     | ?        | 0      | 32     | dia 12  |

### Resumo da carreira nas categorias Fórmula
| Estação | Series                                  | Equipe                      | corridas | vitórias | pólos | F/Voltas | pódios | Pontos | Posição |
| ------- | --------------------------------------- | --------------------------- | -------- | -------- | ----- | -------- | ------ | ------ | ------- |
| 2019    | GT4 European Series - Pro-Am            | Borusan Otomotiv Motorsport | 4        | 0        | 0     | 0        | 1      | 26     | dia 17  |
| 2019    | Eurocopa de Fórmula Renault             | Competição M2               | 2        | 0        | 0     | 0        | 0      | 0      | NC†     |
| 2020    | GT4 European Series - Pro-Am            | Borusan Otomotiv Motorsport | 12       | 2        | 2     | 3        | 7      | 192    | 2º      |
| 2021    | Campeonato Aberto da Eurofórmula        | Corrida Van Amersfoort      | 15       | 2        | 1     | 1        | 8      | 217    | 5 ª     |
| 2021    | Campeonato Asiático F3                  | Corrida BlackArts           | 15       | 0        | 0     | 0        | 0      | 61     | 9º      |
| 2021    | GT4 European Series - Pro-Am            | Borusan Otomotiv Motorsport | 4        | 0        | 0     | 0        | 1      | 44     | 11º     |
| 2021    | GT4 European Series - Am                | Borusan Otomotiv Motorsport | 2        | 2        | 1     | 1        | 2      | 51     | 11º     |
| 2021    | GT4 European Series - Prata             | Borusan Otomotiv Motorsport | 4        | 0        | 0     | 0        | 1      | 30     | dia 15  |
| 2021    | Série Europeia de Le Mans - LMP3        | EuroInternacional           | 1        | 0        | 0     | 0        | 1      | 18     | dia 18  |
| 2022    | Campeonato Asiático Regional de Fórmula | GP de Evans                 | 3        | 0        | 0     | 0        | 0      | 0      | NC      |
| 2022    | Campeonato FIA de Fórmula 2             | Sistema de corrida Charouz  | 16       | 0        | 0     | 0        | 0      | 0      | dia 24  |

† Como Bölükbaşı era um piloto convidado, ele não era elegível para marcar pontos.<br /> * Temporada ainda em andamento.

### Resultados da Eurocopa de Fórmula Renault
( chave ) (As corridas em negrito indicam a pole position; as corridas em itálico indicam a volta mais rápida)
| Ano  | Equipe        | 1     | 2     | 3     | 4     | 5     | 6     | 7     | 8     | 9     | 10    | 11    | 12    | 13    | 14    | 15    | 16    | 17       | 18        | 19    | 20    | POS | Pontos |
| ---- | ------------- | ----- | ----- | ----- | ----- | ----- | ----- | ----- | ----- | ----- | ----- | ----- | ----- | ----- | ----- | ----- | ----- | -------- | --------- | ----- | ----- | --- | ------ |
| 2019 | Competição M2 | MNZ 1 | MNZ 2 | SIL 1 | SIL 2 | MON 1 | MON 2 | LEC 1 | LEC 2 | SPA 1 | SPA 2 | NÜR 1 | NÜR 2 | HUN 1 | HUN 2 | CAT 1 | CAT 2 | HOC 1 16 | HOC 2 Ret | YMC 1 | YMC 2 | NC† | 0      |

### Resultados da Fórmula Regional Asiática
( chave ) (As corridas em negrito indicam a pole position) (As corridas em itálico indicam a volta mais rápida)
| Ano  | participante      | 1         | 2         | 3         | 4       | 5       | 6        | 7       | 8       | 9         | 10      | 11      | 12       | 13      | 14      | 15      | CC | Pontos |
| ---- | ----------------- | --------- | --------- | --------- | ------- | ------- | -------- | ------- | ------- | --------- | ------- | ------- | -------- | ------- | ------- | ------- | -- | ------ |
| 2021 | Corrida BlackArts | DUB 1 7   | DUB 2 9   | DUB 3 8   | ABU 1 8 | ABU 2 7 | ABU 3 10 | ABU 1 7 | ABU 2 5 | ABU 3 Ret | DUB 1 7 | DUB 2 8 | DUB 3 12 | ABU 1 9 | ABU 2 6 | ABU 3 9 | 9º | 61     |
| 2022 | GP de Evans       | ABU 1 Ret | ABU 2 Ret | ABU 3 Ret | DUB 1   | DUB 2   | DUB 3    | DUB 1   | DUB 2   | DUB 3     | DUB 1   | DUB 2   | DUB 3    | ABU 1   | ABU 2   | ABU 3   | -  | 0      |

### Resultados do Euroformula Open
( chave ) (As corridas em negrito indicam a pole position; as corridas em itálico indicam pontos para a volta mais rápida dos dez primeiros colocados)
| Ano  | participante           | 1     | 2     | 3     | 4     | 5     | 6     | 7     | 8     | 9     | 10    | 11      | 12      | 13      | 14      | 15        | 16      | 17    | 18      | 19      | 20    | 21      | 22    | 23      | 24      | CC  | Pontos |
| ---- | ---------------------- | ----- | ----- | ----- | ----- | ----- | ----- | ----- | ----- | ----- | ----- | ------- | ------- | ------- | ------- | --------- | ------- | ----- | ------- | ------- | ----- | ------- | ----- | ------- | ------- | --- | ------ |
| 2021 | Corrida Van Amersfoort | POR 1 | POR 2 | POR 3 | LEC 1 | LEC 2 | LEC 3 | SPA 1 | SPA 2 | SPA 3 | HUN 1 | HUN 2 3 | HUN 3 7 | IMO 1 3 | IMO 2 4 | IMO 3 Ret | RBR 1 4 | RBR 2 | RBR 3 6 | MNZ 1 3 | MNZ 2 | MNZ 3 2 | CAT 1 | CAT 2 4 | CAT 3 4 | 5 ª | 217    |

### Resultados do campeonato de Fórmula 2 da FIA
( chave ) (As corridas em negrito indicam a pole position) (As corridas em itálico indicam pontos para a volta mais rápida dos dez primeiros colocados)
| Ano  | participante | 1        | 2        | 3        | 4        | 5     | 6     | 7        | 8        | 9        | 10       | 11        | 12        | 13       | 14       | 15       | 16        | 17       | 18        | 19       | 20       | 21    | 22    | 23    | 24    | 25    | 26    | 27    | 28    | DC  | Pontos |
| ---- | ------------ | -------- | -------- | -------- | -------- | ----- | ----- | -------- | -------- | -------- | -------- | --------- | --------- | -------- | -------- | -------- | --------- | -------- | --------- | -------- | -------- | ----- | ----- | ----- | ----- | ----- | ----- | ----- | ----- | --- | ------ |
| 2022 | Charouz      | BHR 1 14 | BHR 2 14 | JED 1 WD | JED 2 WD | IMO 1 | IMO 2 | CAT 1 18 | CAT 2 20 | MCO 1 12 | MCO 2 11 | BAK 1 18† | BAK 2 Ret | SIL 1 19 | SIL 2 18 | RBR 1 NC | RBR 2 Ret | LEC 1 15 | LEC 2 Ret | HUN 1 16 | HUN 2 13 | SPA 1 | SPA 2 | ZAN 1 | ZAN 2 | MNZ 1 | MNZ 2 | YMC 1 | YMC 2 | 24º | 0      |